# یواس‌اس لیمپکین (ای‌ام‌اس-۱۹۵)
یواس‌اس لیمپکین (ای‌ام‌اس-۱۹۵) (به انگلیسی: USS Limpkin (AMS-195)) یک کشتی بود که طول آن ۱۴۴ فوت ۳ اینچ (۴۳٫۹۷ متر) بود. این کشتی در سال ۱۹۵۴ ساخته شد.